# StyleGAN

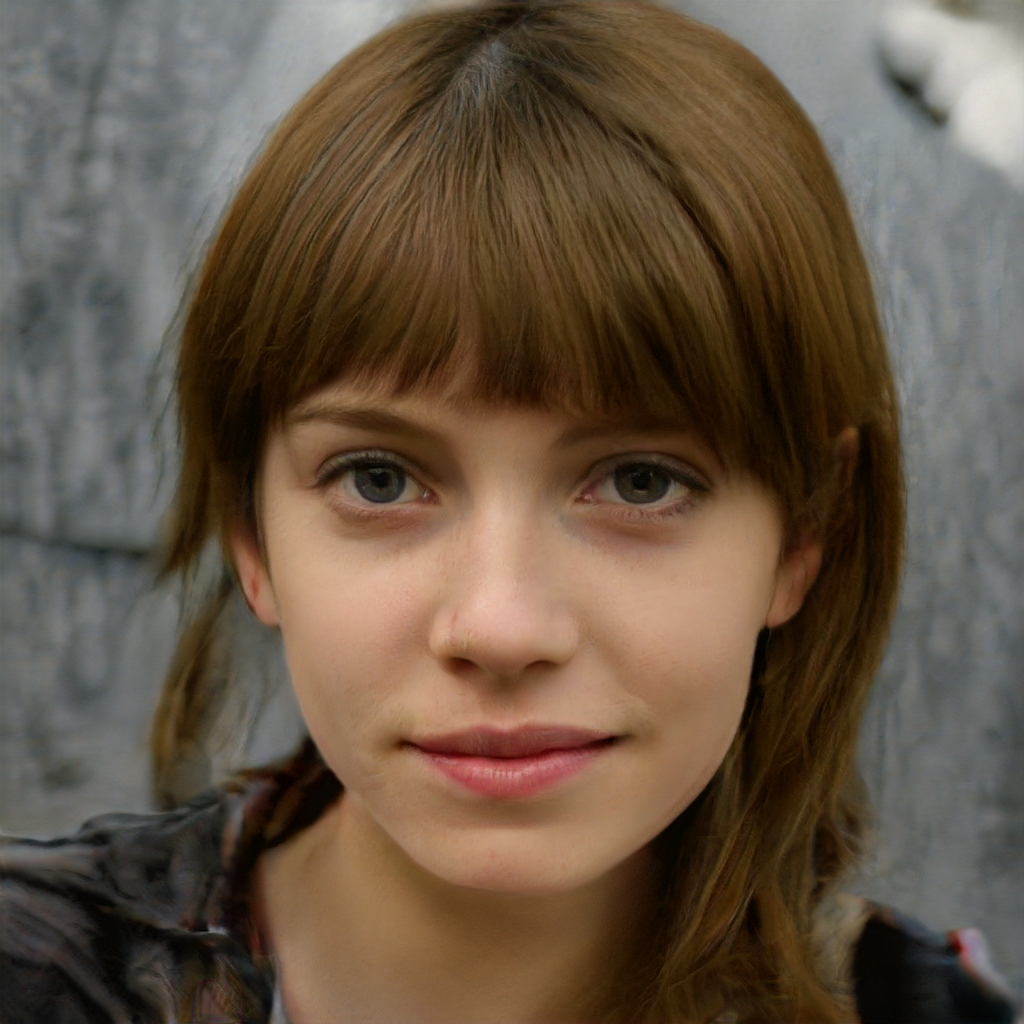
Una imagen generada por StyleGAN que parece el retrato de una mujer. Esta imagen estuvo generada por una inteligencia artificial basada en el análisis de numerosos retratos.

StyleGAN es una red generativa antagónica. Se la utiliza para la generación de imágenes, principalmente de rostros. Nvidia lo presentó en diciembre de 2018 y publicó el código en febrero de 2019.

## Historia
En diciembre de 2018, los investigadores de Nvidia introdujeron StyleGAN, en forma de una preimpresión junto con el software. Era ejecutada por comunes procesadores GPU de Nvidia.
En febrero de 2019, Phillip Wang, un ingeniero de Uber, utilizó el software para crear This Person Does Not Exist (Esta persona no existe), el cual mostraba una cara nueva en cada recarga de la página.
En septiembre de 2019, un sitio web Generated Photos (Fotos generadas) publicó 100,000 imágenes como colección de fotos de stock. La colección estuvo hecha utilizando un privado dataset hecho en un entorno controlado con la luz y las posiciones de cámara consistentes.
De modo parecido, dos facultades de la Escuela de Informática de la Universidad de Washington utilizó StyleGAN para crear Which Face is Real? (¿Qué cara es real?), la cual desafió a los visitantes a diferenciar entre una foto real y una falsa. La facultad declaró que la intención era "educar al público" sobre la existencia de esta tecnología, para evitar ser engañados en el futuro.

### StyleGan-2
La segunda versión de StyleGAN, llamada StyleGAN-2, se publicó el 5 de febrero de 2020. Elimina algunos de los artefactos característicos y mejora la calidad de la imagen.

### StyleGan-3
En 2021, se publicó una tercera versión que mejora la consistencia entre los detalles finos y gruesos del generador. Denominada "sin alias", esta versión se implementó con pytorch. StyleGAN-3 mejora a StyleGAN-2 resolviendo el problema de "pegado de la textura", que se puede ver en los vídeos oficiales. Analizaron el problema mediante el teorema de muestreo de Nyquist-Shannon, y argumentaron que las capas del generador aprendieron a explotar la señal de alta frecuencia en los píxeles sobre los que operan.

## Controversias
Hay quienes relacionan esta tecnología con deepfakes y su uso potencial para propósitos oscuros.
En diciembre de 2019, Facebook borró la red de cuentas con identidades falsas y mencionó que se utilizaron fotos de perfil creadas con la inteligencia artificial.